# Vissersbocht
De Vissersbocht is een straat in de Noord-Hollandse stad Haarlem. De Vissersbocht ligt in het centrum van de stad in de buurt de Burgwal. De straat loopt vanaf de Houtmarkt langs de rivier het Spaarne tot aan de Spaarnwouderstraat bij de Kortebrug.
Op de plek van de Vissersbocht stond in 1598 al het Vissershofje. Begin 19e eeuw telde dit hofje vijf huisjes en betrof het een kleine knusse woongemeenschap voor handwerkslieden. Naar dit hofje, dat geen hofje was in de eigenlijke betekenis, is de straat vernoemd.
In het Spaarne ligt een lange aanlegsteiger voor de pleziervaart.

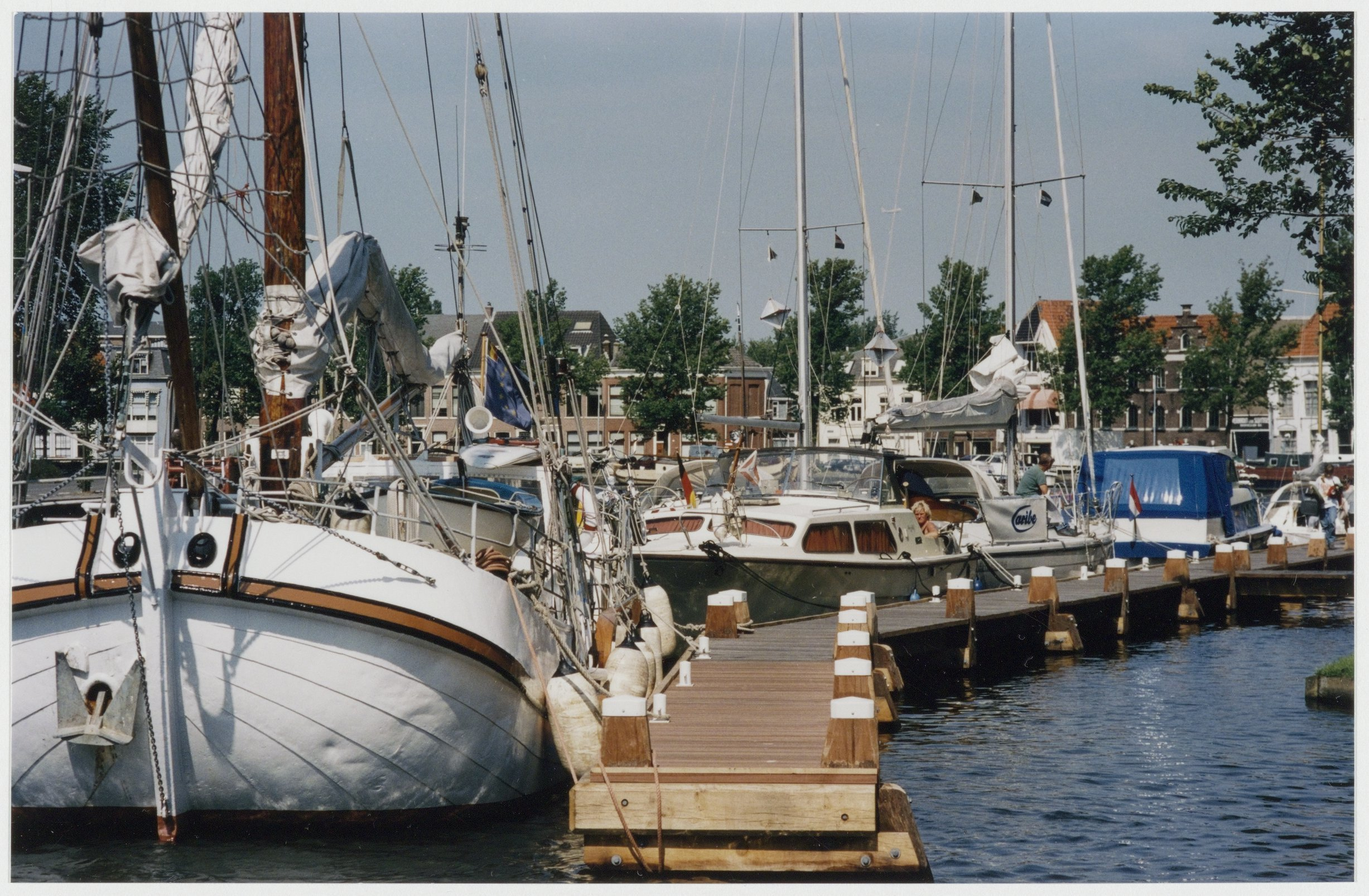
Aanlegsteiger voor passerende plezierjachten bij de Vissersbocht, ziende naar het oosten